# Petra van de Sande
Petra van de Sande (21 januari 1968) is een Nederlands dressuurruiter, zowel individueel als in teamverband alsmede freestyle.
Van de Sande liep in 1990 door een ongeluk bij het Parachutespringen een dwarslaesie op waardoor ze niet meer kon lopen.
Van de Sande doet sinds 2005 aan wedstrijdrijden en kwam in 2008 voor Nederland uit op de Paralympische Zomerspelen in Peking met haar paard Toscane, een achtjarige schimmelmerrie (v.Obelisk). Ze rijdt in de klasse Grade II, Van de Sande werd met de Nederlandse ploeg vijfde. Haar beste individuele resultaat was toen een vierde plek op de individuele proef. In 2009 is deze combinatie op het EK in Noorwegen een gouden duo geworden in de individuele rijproef. Met overtuiging won ze van de loodzware concurrentie onder andere Duitse en Engelse. Hiermee verzekerde Petra het brons voor het Nederlandse team, waarmee ze na de eerste competitiedag "slechts" vijfde stonden. Het goud was het laatst in Nederlandse handen van Joop Stokkel, dit was in 2000 op de Paralympische Spelen in Sydney. Bij de kür op muziek won Van de Sande zilver, achter de Duitse Angelika Trabert. Een topprestatie voor deze prachtige combinatie, welke na drie jaar hard trainen wordt beloond.
Tijdens de Wereldruiterspelen 2010 in Lexington, Verenigde Staten lukte het Van de Sande en haar schimmelmerrie Toscane om het goud te pakken, waardoor ze zich wereldkampioen in grade 2 individueel mogen noemen.
In het dagelijks leven is Van de Sande dressuuramazone.

## Erelijst
- 2008 - Peking; vierde plaats - kür individueel
- 2008 - Peking; vijfde plaats met het team
- 2009 - Noorwegen EK; team
- 2009 - Noorwegen EK; individueel
- 2009 - Noorwegen EK; Freestyle kür
- 2010 - Lexington WK; individueel